# Ons-en-Bray

Ons-en-Bray este o comună în departamentul Oise, Franța. În 1 ianuarie 2022 avea o populație de 1.375 de locuitori.